# Artimpaza hefferni
Artimpaza hefferni là một loài bọ cánh cứng trong họ Cerambycidae.